# Fägre församling
Fägre församling är en församling i Vadsbo kontrakt i Skara stift. Församlingen ligger i Töreboda kommun i Västra Götalands län och ingår i Töreboda pastorat.

## Administrativ historik
Församlingen har medeltida ursprung. Församlingen införlivade efter 1571 Fimmerstads församling.
Församlingen var till 1962 moderförsamling i pastoratet Fägre och Trästena som före 1545 även omfattad Säckestads församling och till efter 1571 Fimmerstads församling. Från 1962 till 2002 var den moderförsamling i pastoratet Fägre, Trästena, Bällefors, Ekeskog, Beateberg, Hjälstad, Sveneby och Mo. Församlingen införlivade 2002 Sveneby församling, Hjälstads församling, Trästena församling, Mo församling, Bällefors församling, Ekeskogs församling och Beatebergs församling och utgjorde sedan till 2010 ett eget pastorat. Församlingen ingår sedan 2010 i Töreboda pastorat.

## Organister
| Period    | Namn                    | Levnadstid | Övrigt   |
| --------- | ----------------------- | ---------- | -------- |
| 1801-1820 | Anders Andersson        | 1760-1820  | Organist |
| 1821-1843 | Johan Lindberg d ä      | 1797-1843  | Organist |
| 1843-1853 | Johan Lindberg d y      | 1823-1853  | Organist |
| 1855-1892 | Anders Johan Wennerholm | 1855-1892  | Organist |

## Kyrkor

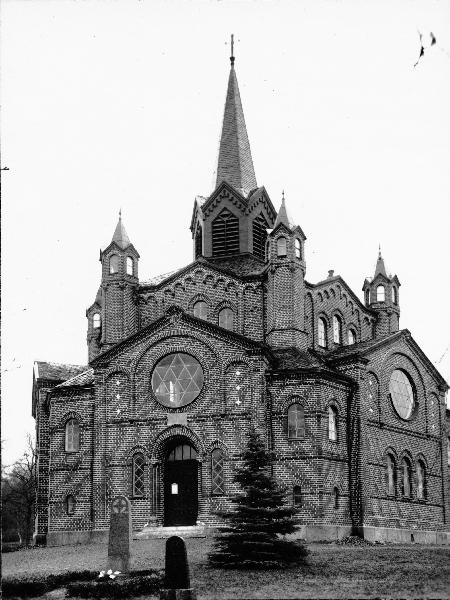
Beatebergs kyrka
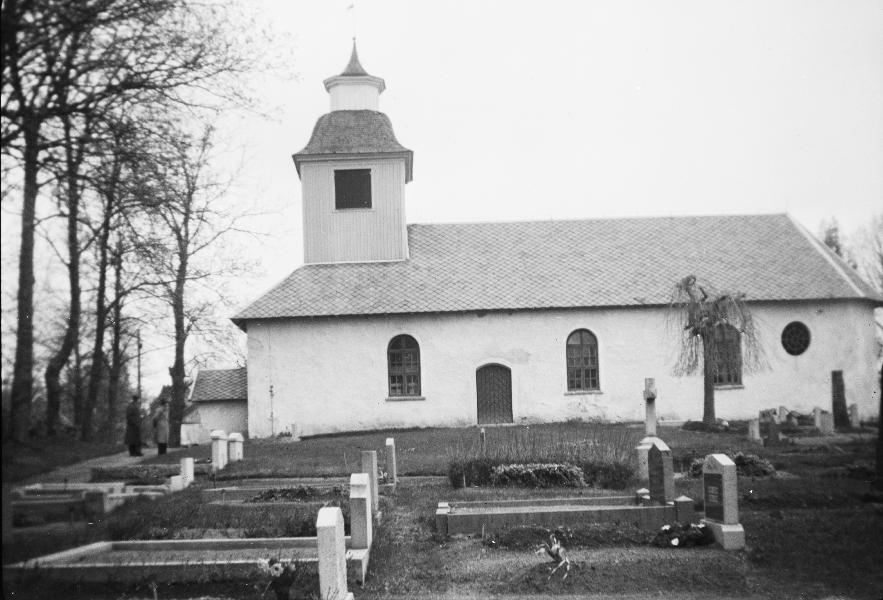
Bällefors kyrka
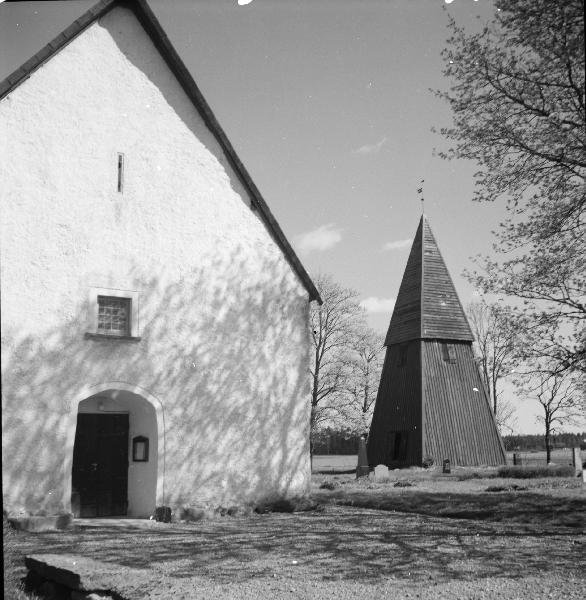
Ekeskogs kyrka
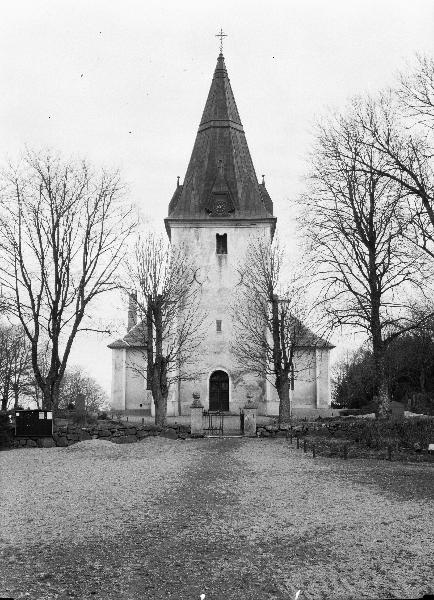
Fägre kyrka
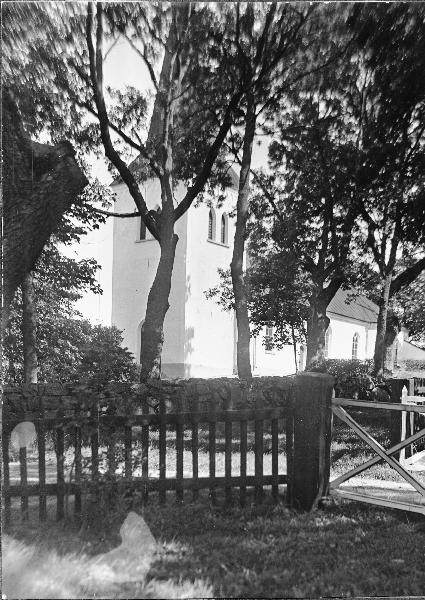
Hjälstads kyrka
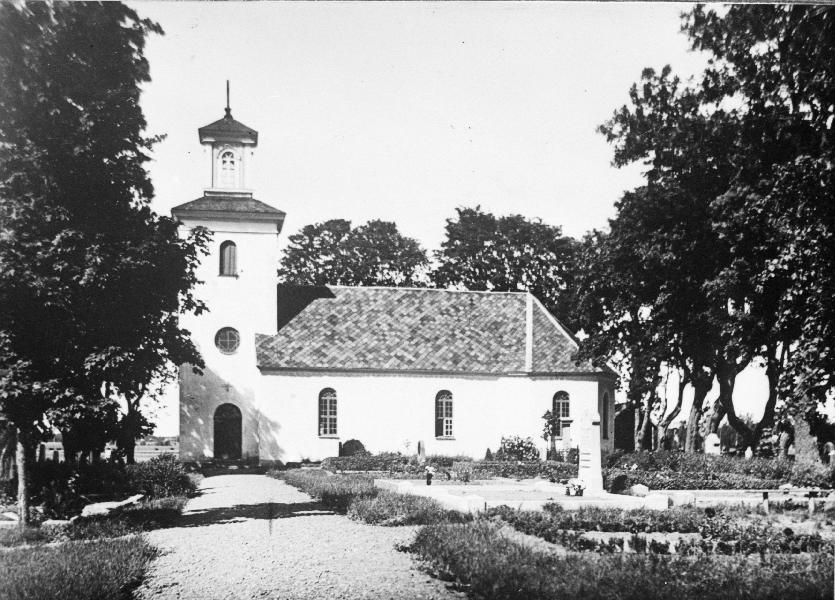
Mo kyrka
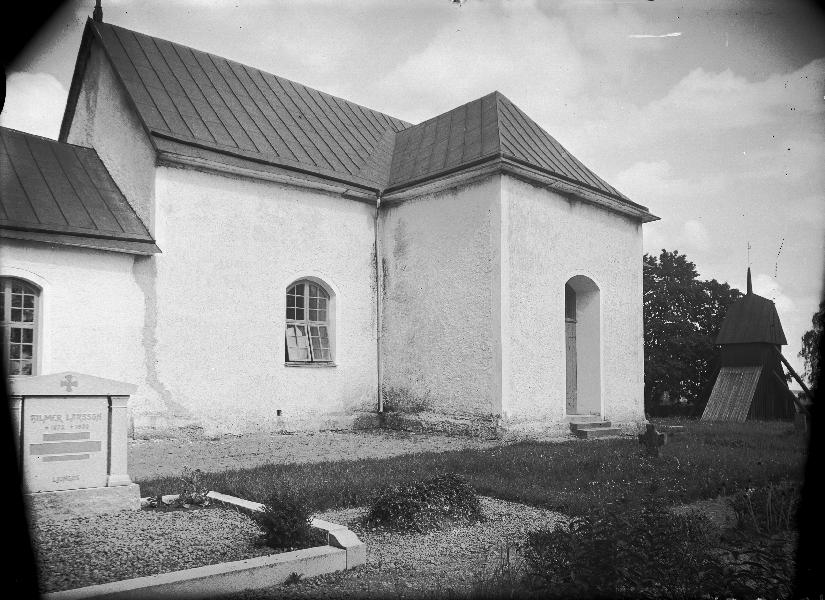
Sveneby kyrka
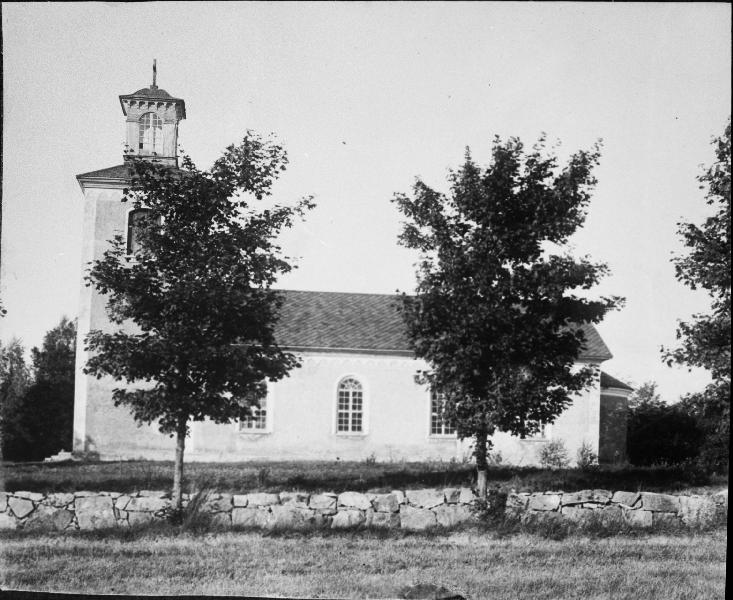
Trästena kyrka